# Geyria remanei
Geyria remanei is een insect uit de familie van de mierenleeuwen (Myrmeleontidae), die tot de orde netvleugeligen (Neuroptera) behoort. 
Geyria remanei is voor het eerst wetenschappelijk beschreven door Hölzel in 1982.